# 普卡帕里納山
14°15′20″S 70°45′04″W / 14.25556°S 70.75111°W
普卡帕里納山（Pucaparina），是秘魯的山峰，位於該國東南部普諾大區，由梅爾加省的努尼奧瓦區負責管轄，屬於韋爾卡努塔山脈的一部分，海拔高度約4,800米。